# حزب الإسلام
حزب الإسلام هو جماعة مسلحة إسلامية صومالية، تشكلت في يناير 2009 بعد اندماج أربع جماعات إسلامية لمحاربة الحكومة الصومالية برئاسة شيخ شريف أحمد. والمجموعات الأربع هي: مجموعة تحالف إعادة تحرير الصومال برئاسة حسن عويس، والجبهة الإسلامية، وألوية رأس كامبوني برئاسة حسن عبد الله حرسي التركي، ومعسكر أنولي. شاركت هذه الجماعات سابقًا في التمرد الإسلامي ضد إثيوبيا والحكومة الفيدرالية الانتقالية. وفي ديسمبر 2010 اندمج حزب الإسلام في حركة الشباب، ولكن أعيد فصله في سبتمبر 2012. يتم مقارنة المجموعة بطالبان أفغانستان.

## التاريخ

### ابدأ
تم تشكيل حزب الإسلام في يناير 2009 من خلال اندماج أربع مجموعات، وكان علي ياسين محمد من بين مؤسسيه.
في 7 فبراير / شباط 2009، أعلن حزب حزب الله أنه سيواصل معارضة الحكومة الجديدة بقيادة الرئيس شريف شيخ أحمد وقوات الاتحاد الأفريقي في مقديشو . وقال عمر إيمان، أول رئيس للجماعة، إن «ما يسمى بالحكومة بقيادة الشريف شيخ أحمد لا تختلف عن حكومة عبد الله يوسف» وأنهم سيواصلون النضال .
تم تعيين الشيخ عمر إيمان أبو بكر، وهو مسؤول رفيع المستوى في التحالف من أجل إعادة تحرير الصومال ومقره إريتريا، في البداية كرئيس للمجموعة. ومع ذلك، فقد استقال فيما بعد لتولي الشيخ حسن ضاهر عويس منصبه.

### النضال الداخلي، 2009
استمر الصراع الداخلي الأول للجماعات على السلطة من مارس إلى مايو 2009. وبعد شهرين من تشكيله، ظهر صراع واضح على السلطة في حزب الإسلام. في مؤتمر صحفي في مقديشو، أعلنت جماعة تدعي تمثيل حزب الإسلام أن الشيخ محمد حسن أحمد، رجل دين إسلامي آخر، قد حل محل عمر إيمان كرئيس للجماعة.
حضر المؤتمر الصحفي، في 24 مارس / آذار، عدد من الأعضاء المهمين في حزب الإسلام، وأبرزهم أمير الحرب السابق سيئ السمعة يوسف محمد سياد إنطعدي . واتهم الشيخ داؤود محمد أبطيدون الذي زعم أنه المتحدث الجديد باسم الجماعة عمر إيمان برفض قبول دعوات علماء الإسلام لوقف إطلاق النار مقابل انسحاب أميصوم . ونقل عن إنطعدي قوله إن «جماعة (حزب الإسلام) وافقت على عزل الشيخ عمر إيمان لأنه أخطأ وانتهك قوانين الجماعة». وأعلن الشيخ محمد حسن أحمد وقف إطلاق النار ودخل في مفاوضات لتطبيق الشريعة وانسحاب بعثة الاتحاد الأفريقي مقابل انضمامها إلى الحكومة.
ومع ذلك، رفض الشيخ عويس، أقوى شخصية في المجموعة، مزاعم إندو آدي بأن الشيخ عمر إيمان قد أُقيل من منصب رئيس مجلس الإدارة. ونقل عنه قوله «لا يمكن لأحد أن ينتزع السلطة من الشيخ عمر إيمان لأن جماعة (حزب الإسلام) عينته رئيسا لها». وقال الشيخ عويس إن إندو آدي والآخرين من المؤتمر الصحفي يجب أن يشكلوا جماعتهم الخاصة بدلاً من القيام بما وصفه بـ «محاولة تدمير حزب الإسلام». قبل ذلك، نفى الشيخ عمر إيمان أن إندو آدي كان وزير دفاع المجموعة. أدى ذلك إلى انقسام حزب الإسلام، بقيادة مجموعة واحدة بقيادة إنطعدي الآخر بقيادة الشيخ عويس (مع عمر إيمان كرئيس).
في 21 أبريل 2009، تقاتلت كتائب أنولي ورأس كمبوني في قرية تسمى عبد الله بيرول، التي تقع على بعد 40 كم غرب كيسمايو . حدث ذلك بعد أن غزا مقاتلو أنول قرية تسمى بولو حاجي، بينما وصلت ميليشيا لواء رأس كمبوني إلى عبد الله بيرول واشتبكوا. وقيل إن الأوضاع في القريتين متوترة، وقتل 4 أشخاص وجرح 7 خلال القتال.
في 4 مايو / أيار، هاجمت حركة الشباب وأعضاء الفصيل الرئيسي لحزب الإسلام، بقيادة الشيخ عويس وعمر إيمان، قاعدة تستخدمها جماعة إندو آدي التابعة لحزب الإسلام. زعم مساعدو إنطعدي أن حركة الشباب وحزب الإسلام يحاولان توسيع الأراضي إلى مناطق تحت سيطرة ميليشيا إندو آدي .
بعد ثمانية أيام، سلم إندو آدي ذراعيه إلى الشيخ عويس، منهيا انقسام المجموعة. ومع ذلك، بعد فترة وجيزة، انشق إلى الحكومة. في 26 مايو ، تنحى عمر إيمان أبو بكر عن رئاسة مجلس الإدارة وسلم منصبه إلى الشيخ أويس، الذي كان في ذلك الوقت أقوى شخصية في المجموعة.

### هزيمة الشباب 2009-2010
في 1 أكتوبر 2009، بدأ النزاع المسلح بين حزب الإسلام وحركة الشباب في نزاع بين فصيل من كتائب رأس كمبوني وحركة الشباب حول من كان مسؤولاً عن كيسيمايو رفض جيش تحرير السودان - أ و جابيسو، اللذان كانا متحالفين مع حركة الشباب في مقديشو ومنطقة خيران بوسط الصومال، دعم كتائب رأس كمبوني، بينما ظل أنول محايدًا. كما يوجد انقسام داخل كتائب رأس كمبوني، حيث بدأ فصيل بقيادة الشيخ «مادوبي» الحرب ضد حركة الشباب وفصيل آخر بقيادةحسن «تركي» يقف في صف الشباب .
انتصرت معركة كيسمايو من قبل حركة الشباب التي طردت ميليشيا لواء رأس كمبوني التابع للشيخ مدبوبي من المدينة.  في المعارك التي أعقبت ذلك، في نوفمبر 2009، تغلبت حركة الشباب والحلفاء المحليين على ميليشيا الشيخ مادوبي وأجبرت على الانسحاب من منطقة جوبا السفلى ومعظم جنوب الصومال.  في فبراير 2010، أعلن فرع حسن «تركي» اندماجه مع حركة الشباب . انتصرت حركة الشباب في مواجهة حيران في أوائل عام 2010، الذي سيطر بعد ذلك على المنطقة.
في أبريل 2010، قارن مراسل بي بي سي حزب الإسلام بحركة طالبان الأفغانية لمنع محطات الراديو من تشغيل الموسيقى.
في أواخر العام، طُرد حزب الإسلام من منطقة باي، بعد أن سيطرت حركة الشباب على برهاقبا . بعد فترة وجيزة من إجبار حزب الإسلام على تسليم بلدة لوق إلى حركة الشباب . منذ منتصف ديسمبر / كانون الأول، بدأ مقاتلو الشباب بالسيطرة على مواقع حزب الإسلام. في 20 ديسمبر، استسلم حزب الإسلام لحركة الشباب . وذكرت هيئة الإذاعة البريطانية ( بي بي سي ) أن شائعات الاندماج لم يتم تأكيدها من قبل قادة المجموعتين، ولا سيما زعيم حزب الإسلام الشيخ عويس . تم حل حزب الإسلام في 20 ديسمبر 2010.

### 2012 إعادة التجميع
في أواخر سبتمبر 2012، بعد أن عانت حركة الشباب من عدد من الانتكاسات العسكرية بالإضافة إلى الانتقادات بسبب اليد المفترضة وراء إطلاق النار على النائب مصطفى حاج معلم، أعلن حزب الإسلام أنه سيسحب أعضائه السابقين من حركة الشباب و إعادة تجميع. وتعزى هذه الخطوة إلى خلافات أيديولوجية طويلة الأمد، مثل معارضة الجماعة لاستخدام جهاديين أجانب، بحسب المتحدث باسمها، ووصفت بأنها «نكسة كبيرة لحركة الشباب». قال المتحدث باسم الاتحاد الإفريقي إنه لا يزال يريد أن تغادر بعثة الاتحاد الأفريقي الصومال لكنها رحبت بالرئيس الجديد حسن شيخ محمود والبرلمان باعتباره «تطورًا إيجابيًا».
نبذ حزب الإسلام العنف في عام 2013. وفي يونيو 2014، أعلن وزير الخارجية السابق لحزب الإسلام أن حزب الإسلام سيواصل نشاطه في السياسة الصومالية كحزب سياسي وغير اسمه إلى حزب الاستقلال.

## القيادة
- الشيخ محمد إبراهيم حيلة - زعيم الجبهة الإسلامية (جابيسو).
- مختار أبو علي عائشة - أمير معسكر أنول

قادة آخرون:
- محمد معلم - المتحدث الرسمي.

## القادة السابقون
- الشيخ عمر إيمان أبو بكر - رئيس حزب الإسلام حتى 26 مايو 2009 عندما تنحى وسلم منصبه للشيخ حسن ضاهر عويس.
- الشيخ يوسف محمد سياد إنطعدي - أحد أمراء الحرب البارزين في فرع جيش تحرير السودان ومقره أسمرة حتى 17 مايو 2009 ، عندما انشق إلى الحكومة.
- الشيخ حسن عبد الله حرسي التركي - قائد لواء رأس كمبوني الذي انشق إلى حركة الشباب.
- الشيخ حسن ضاهر عويس - قائد جناح ARS ومقره أسمرا ورئيس المجموعة. أصبح فيما بعد الزعيم الروحي لحركة الشباب.